# Eleocharis occulta
Eleocharis occulta är en halvgräsart som beskrevs av S.Galen Smith. Eleocharis occulta ingår i släktet småsäv, och familjen halvgräs. Inga underarter finns listade i Catalogue of Life.